# Alto rango dinámico
Alto rango dinámico (HDR) es un rango dinámico más alto de lo habitual, los sinónimos son amplio rango dinámico, rango dinámico extendido, rango dinámico expandido.
El término se usa a menudo para hablar del rango dinámico de varias señales, como imágenes, videos, audio o radio. Puede aplicarse a los medios de grabación, procesamiento y reproducción de dichas señales, incluidas las señales analógicas y digitalizadas.
El término también es el nombre de algunas de las tecnologías o técnicas que permiten lograr imágenes, videos o audio de alto rango dinámico.

## Imágenes
En este contexto, el término alto rango dinámico significa que hay mucha variación en los niveles de luz dentro de una escena o imagen. El rango dinámico se refiere al rango de luminosidad entre el área más brillante y el área más oscura de esa escena o imagen.
Imágenes de alto rango dinámico (HDRI - High Dynamic Ranger Imaging) se refiere al conjunto de tecnologías y técnicas de imagen que permiten aumentar el rango dinámico de imágenes o videos. Cubre la adquisición, creación, almacenamiento, distribución y exhibición de imágenes y videos.
Las películas modernas a menudo se han filmado con cámaras que cuentan con un rango dinámico más alto, y las películas heredadas se pueden convertir incluso si se necesitara intervención manual para algunos fotogramas (como cuando las películas en blanco y negro se convierten a color). Además, los efectos especiales, especialmente aquellos que mezclan imágenes reales y sintéticas, requieren captura y renderización HDR. El video HDR también es necesario en aplicaciones que exigen una alta precisión para capturar aspectos temporales de los cambios en la escena. Esto es importante en el monitoreo de algunos procesos industriales como la soldadura, en los sistemas predictivos de asistencia al conductor en la industria automotriz, en los sistemas de vigilancia por video y otras aplicaciones.

### Captura
En fotografía y videografía, una técnica, comúnmente denominada alto rango dinámico (HDR), permite aumentar el rango dinámico de las fotos y videos capturados más allá de la capacidad nativa de la cámara. Consiste en capturar múltiples fotogramas de la misma escena pero con diferentes exposiciones y luego combinarlos en uno, dando como resultado una imagen con un rango dinámico superior al de los fotogramas capturados individualmente.
Algunos de los sensores de los teléfonos y cámaras modernos pueden incluso combinar las dos imágenes en el chip. Esto también permite que el usuario disponga directamente de un rango dinámico más amplio para visualización o procesamiento sin compresión en píxeles.
Algunas cámaras diseñadas para su uso en aplicaciones de seguridad pueden capturar videos HDR proporcionando automáticamente dos o más imágenes para cada cuadro, con exposición cambiante. Por ejemplo, un sensor para video de 30 fps generará 60 fps con los cuadros impares en un tiempo de exposición corto y los cuadros pares en un tiempo de exposición más largo.
Los sensores de imagen CMOS modernos a menudo pueden capturar imágenes de alto rango dinámico a partir de una sola exposición. Esto reduce la necesidad de utilizar la técnica de captura HDR de exposición múltiple.
Las imágenes capturadas de alto rango dinámico se utilizan en aplicaciones de rango dinámico extremo como soldadura o trabajo automotriz. En las cámaras de seguridad, el término utilizado en lugar de HDR es "amplio rango dinámico".
Debido a la no linealidad de algunos sensores, los artefactos de imagen pueden ser comunes.

### Renderización
La representación de alto rango dinámico (HDRR) es la representación y visualización en tiempo real de entornos virtuales que utilizan un rango dinámico de 65 535:1 o superior (utilizado en tecnología informática, de juegos y de entretenimiento).

### Compresión o expansión de rango dinámico
Las tecnologías utilizadas para almacenar, transmitir, mostrar e imprimir imágenes tienen un rango dinámico limitado. Cuando las imágenes capturadas o creadas tienen un rango dinámico más alto, deben asignarse tonos para reducir ese rango dinámico.

### Almacenamiento
Los formatos de alto rango dinámico para archivos de imagen y video pueden almacenar más rango dinámico que los formatos gamma tradicionales de 8 bits. Estos formatos incluyen:
- Formatos que solo se utilizan con fines de almacenamiento, como:
  - Formatos de imagen sin procesar
  - Formatos que utilizan una función de transferencia lineal con alta profundidad de bits
  - Formatos que utilizan una función de transferencia logarítmica
  - OpenEXR
  - ACES
- Formatos HDR que se pueden usar tanto para el almacenamiento como para la transmisión a pantallas, como:
  - HDR10
  - HDR10+
  - Dolby Vision
  - HLG

OpenEXR fue creado en 1999 por Industrial Light & Magic (ILM) y lanzado en 2003 como una biblioteca de software de código abierto. OpenEXR se utiliza para la producción de cine y televisión.
Academy Color Encoding System (ACES) fue creado por la Academia de Artes y Ciencias Cinematográficas y lanzado en diciembre de 2014. ACES es un sistema completo de administración de archivos y colores que funciona con casi cualquier flujo de trabajo profesional y admite HDR y una amplia gama de colores. Se puede encontrar más información en ACESCentral.com (WCG).

### Transmisión a pantallas
Alto rango dinámico (HDR) es también el nombre común de una tecnología que permite transmitir videos e imágenes de alto rango dinámico a pantallas compatibles. Esa tecnología también mejora otros aspectos de las imágenes transmitidas, como la gama de colores.
- Las pantallas HDR se refieren a pantallas compatibles con esa tecnología.
- Los formatos HDR se refieren a formatos como HDR10, HDR10+, Dolby Vision y HLG.
- El video HDR se refiere a un video codificado en un formato HDR. Esos videos HDR tienen una mayor profundidad de bits, luminancia y volumen de color que el video de rango dinámico estándar (SDR) que utiliza una curva gamma convencional.[10]

El 4 de enero de 2016, Ultra HD Alliance anunció sus requisitos de certificación para una pantalla HDR. La pantalla HDR debe tenerun brillo máximo de más de 1000 cd/m2 y un nivel de negro inferior a 0,05 cd/m2 (una relación de contraste de al menos 20 000:1) o un brillo máximo de más de 540 cd/m 2 y un nivel de negro inferior a 0,0005 cd/m2 (una relación de contraste de al menos 1.080.000:1). Las dos opciones permiten diferentes tipos de pantallas HDR, como LCD y OLED.
Algunas opciones para usar funciones de transferencia HDR que se adaptan mejor al sistema visual humano que no sea una curva gamma convencional incluyen el HLG y el cuantificador perceptivo (PQ). HLG y PQ requieren una profundidad de bits de 10 bits por muestra.

### Pantalla
El rango dinámico de una pantalla se refiere al rango de luminosidad que la pantalla puede reproducir, desde el nivel de negro hasta su brillo máximo. El contraste de una pantalla se refiere a la relación entre la luminancia del blanco más brillante y el negro más oscuro que puede producir un monitor. Múltiples tecnologías permitieron aumentar el rango dinámico de las pantallas.
En mayo de 2003, BrightSide Technologies demostró la primera pantalla HDR en el Simposio de la Semana de la Pantalla de la Society for Information Display. La pantalla usaba una matriz de led controlados individualmente detrás de un panel LCD convencional en una configuración conocida como "atenuación local" en la actualidad. BrightSide introdujo más tarde una variedad de tecnologías de visualización y video relacionadas que permiten la visualización de contenido HDR. En abril de 2007, Dolby Laboratories adquirió BrightSide Technologies.
Las pantallas OLED tienen un alto contraste. MiniLED mejora el contraste.

## Audio
En Audio, el término alto rango dinámico significa que hay mucha variación en los niveles del sonido. Aquí, el rango dinámico se refiere al rango entre el volumen más alto y el volumen más bajo del sonido.
XDR (audio) se usa para proporcionar audio de mayor calidad cuando se usan sistemas de sonido con micrófono o se graba en cintas de casete.
HDR Audio es una técnica de mezcla dinámica utilizada en EA Digital Illusions CE Frostbite Engine para permitir que los sonidos relativamente más altos ahoguen los sonidos más suaves.
La compresión de rango dinámico es un conjunto de técnicas utilizadas en la grabación y comunicación de audio para colocar material de rango dinámico alto a través de canales o medios de rango dinámico más bajo. Opcionalmente, la expansión del rango dinámico se usa para restaurar el alto rango dinámico original en la reproducción.

## Radio
En radio, el alto rango dinámico es importante, especialmente cuando hay señales que pueden interferir. Medidas como el rango dinámico libre de espurias se utilizan para cuantificar el rango dinámico de varios componentes del sistema, como los sintetizadores de frecuencia. Los conceptos HDR son importantes tanto en el diseño de radio convencional como en el definido por software.

## Instrumentación
En muchos campos, los instrumentos deben tener un rango dinámico muy alto. Por ejemplo, en sismología se necesitan acelerómetros HDR, como en los instrumentos ICEARRAY.

## Visión HDR en tiempo real

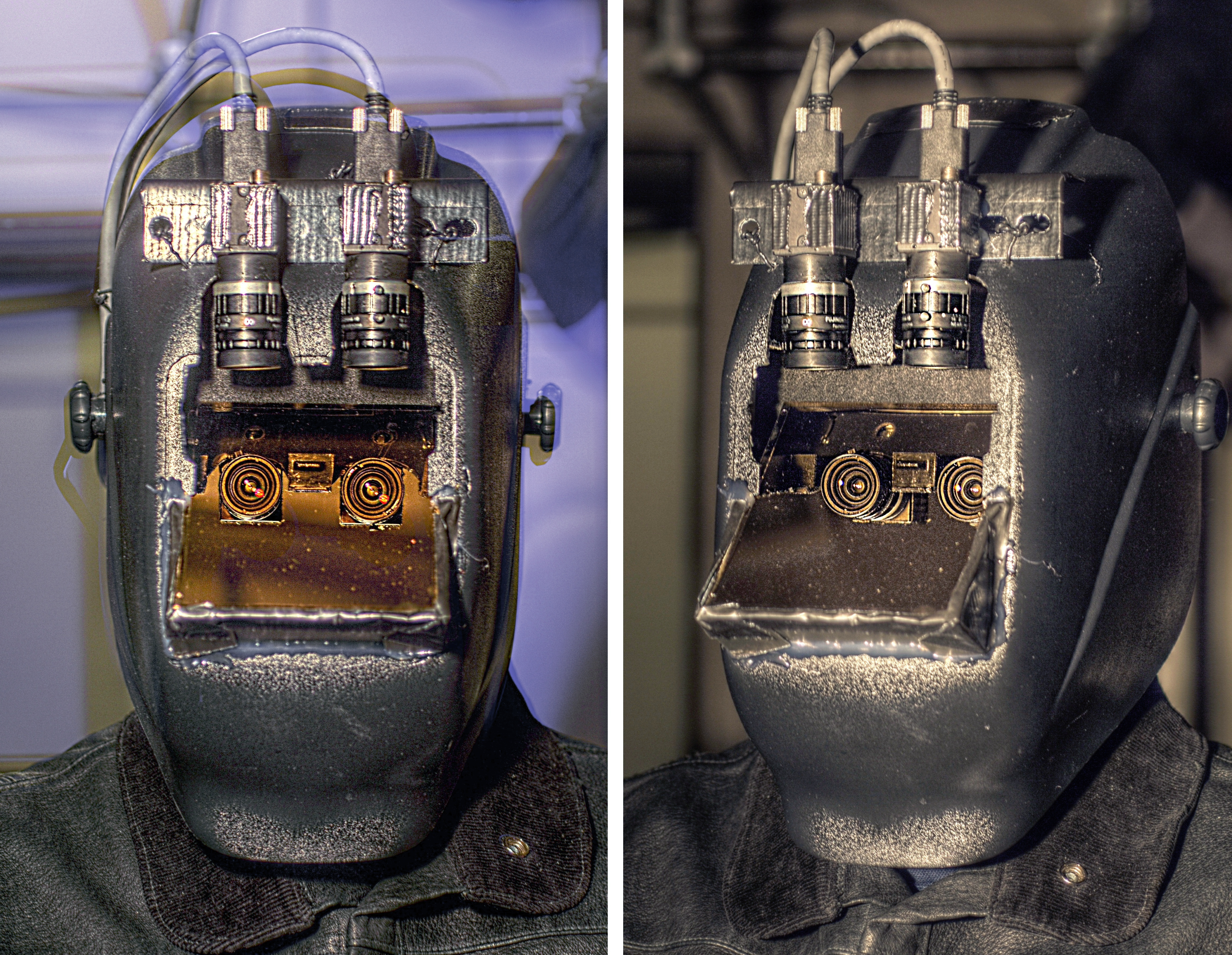
El casco de soldadura HDR (alto rango dinámico) de Mann aumenta la imagen en las áreas oscuras y la disminuye en las áreas brillantes, implementando así la realidad mediada por computadora.

En las décadas de 1970 y 1980, Steve Mann inventó el "Digital Eye Glass" de Generación-1 y Generación-2, como una ayuda visual para ayudar a las personas a ver mejor, con algunas versiones integradas en cascos de soldadura para visión HDR Ver también, IEEE Technology and Society Magazine 31(3) y el material suplementario titulado "GlassEyes".